# Limenitis arthemis
Limenitis arthemis — дневная бабочка из семейства нимфалид. 

## Описание
Длина переднего крыла самцов 32 —38 мм, самок — 40—43 мм. Верхняя сторона крыльев у обоих полов тёмно-бурая, иногда почти чёрная. Крылья у номинативного подвида сверху с широкой белой перевязью, несколькими небольшими белыми пятнами у вершины переднего крыла, а также с 1-2 рядами узких голубых пятен на внешнем поле. У обитающего на Аляске подвида rubrofasciata Barnes et McD. белая перевязь сверху на задних крыльях снаружи сопровождается рядом красных пятен. Центральная ячейка на передних и задних крыльях не замкнута. На передних крыльях жилки R1, R2 не ветвятся, начинаются от центральной ячейки. Жилки R3, R4, R5 имеют общий ствол, который также начинается от центральной ячейки. К костальному (переднему) краю переднего крыла выходят жилки R1 и R2, а R3 выходит к вершине крыла, R4, R5 — к внешнему краю крыла. Голова с голыми глазами без волосков. Губные щупики покрыты волосками. Усики имеют постепенно утолщающуюся веретеновидную булаву. Тело одноцветное — чёрно-бурое. Передние ноги редуцированы, не используются при хождении, лишены коготков и покрыты густыми волосками. Задние голени с одной парой шпор. Половой диморфизм не выраженный. Он проявляется в том, что самка крупнее самца, белые элементы рисунка её крыльев больше.

## Биология
Развивается в двух поколениях за год. Время лёта: с апреля по октябрь.
Самки после спаривания откладывают яйца по одному на верхнюю сторону листовой пластинки кормовых растений.  Стадия яйца длится 7—8 дней. Гусеницы первых возрастов выедают только паренхиму листьев, оставляя нетронутыми все жилки. По мере взросления они начинают скелетировать листья, поедая всю листовую пластинку, за исключением главной средней жилки. В состоянии покоя гусеница предпочитает находиться на хорошо освещенных ветвях в S-образной позе, подражая окраской и формой тела птичьему помёту. Будучи потревоженной — изгибает тело ещё больше назад, пряча голову под нижнюю часть тела. Стадия куколки 10–14 дней.
Кормовые растения гусениц: Betula lenta; Salicaceae, Salix bebbiana, Populus tremuloides, Prunus virginiana (Rosaceae).
Реже гусеницы могут питаться на: Crataegus, Amelanchier, Malus pumila, Prunus pensylvanica, Prunus serotina (Rosaceae), Populus deltoides, Populus grandidentata, Populus balsamifera (Salicaceae), Alnus rugosa, Betula alleghaniensis, Carpinus caroliniana (Betulaceae), Ulmus americana (Ulmaceae), Tilia americana (Malvaceae) и Fagus grandifolia (Fagaceae).

## Ареал и подвиды
Ареал включает территорию Северной Америки до западной Аляски.
- Limenitis arthemis arthemis,
- Limenitis arthemis astyanax,
- Limenitis arthemis rubrofascitata
- Limenitis arthemis arizonensis

## Галерея
- Гусеница
- Limenitis arthemis astyanax
- Limenitis arthemis astyanax
- Limenitis arthemis astyanax
- Limenitis arthemis arthemis
- Limenitis arthemis astyanax
- Limenitis arthemis arthemis
- Limenitis arthemis arthemis
- Limenitis arthemis arthemis